# 莫莉
莫莉是性格特質較為陰柔的男性。在英国，它是指专门为男同性恋提供性服务的男性性工作者。这些人一般取女性名字，着女装，行为举止模仿女性，相互称呼彼此为“姑娘”（madam）；而在港澳地區，通常會採用「sissy」這個英文字來代表的。
Molly这个字是从玛丽（Mary）这个字转化而来的。而玛丽（Mary）在俚语里是含有妓女的意思，这是要追溯到在《圣经》之中，有一个叫做玛丽（Mary）的女子作妓女為生。
作为一种亚文化，专门为男性同性恋提供性服务的男性性工作者这一群体出现在18世纪早期的伦敦，当这个群体被曝光的時候，人们开始使用“莫莉”这个名詞来指待这些有点娘娘腔的男妓，并称呼他们工作的妓院为莫莉屋（Molly-house）。